# Ступава
Сту́пава (словац. Stupava, венг. Stomfa, нем. Stampfen) — город в западной Словакии у подножья Малых Карпат. Население — около 11 тысяч жителей.

## История
Название города происходит от славянского слова «ступа». Ступава впервые упоминается в письме короля Белы IV в 1269 как владение крепости Пайштун, лежащей неподалёку. Население города занималось главным образом выращиванием льна и конопли, из которых потом добывали масло. В средние века и позднее Ступава была важным торговым городом неподалёку от Братиславы. В XVI веке здесь возникают заводы и мануфактуры, например пивовар.
В городе сохранилось множество достопримечательностей.

## Население
| Год:                | 1994 | 2004    | 2014     | 2024     |
| ------------------- | ---- | ------- | -------- | -------- |
| Количество человек: | 7874 | 8283    | 10 235   | 12 850   |
| Разница:            |      | +5,19 % | +23,56 % | +25,54 % |

## Достопримечательности
- Костёл св. Стефана
- Костёл св. Себастьяна
- Часовни
- Развалины крепости Пайштун неподалёку
- Замок семьи Палфи
- Музей керамики

## Города-партнёры
- Куржим Чехия
- Лович Польша
- Своге Болгария
- Иванчице Чехия